# Palác Farnese
Palác Farnese (italsky Palazzo Farnese) je jedním z nejvýznamnějších vrcholně renesančních paláců v Římě. Bývá nazýván nejimpozantnějším italským palácem 16. století. Výstavba paláce pro rod Farnese začala roku 1514, budova se rozrostla ve velikosti a pojetí, když se roku 1534 Alessandro Farnese stal papežem Pavlem III. Vznikla tak majestátní třípatrová budova s vnitřním dvorem a zahradami s výhledem na Tiberu.  Na jeho výstavbě se podíleli všichni významní renesanční umělci, proto je považován za nejkrásnější renesanční budovu nejen v Římě, ale v celé Itálii.
Když v 18. století rod Farnesů vymřel, stal se palác majetkem Bourbonských králů z Neapole, kteří jej nechali přejmenovat na Palazzo Regio Farnese. Palác Farnese je v současnosti vlastněn Italskou republikou, která jej od roku 1936 pronajímá Francii. Nyní slouží jako francouzské velvyslanectví v Itálii.

## Historie budovy

### Architekti
Stavba paláce, která začala v roce 1514, zpočátku vedl Antonio da Sangallo mladší (†1546), po jeho smrti pokračoval Michelangelo Buonarroti,v roce 1589 ji dokončili Jacopo Barozzi da Vignola a Giacomo Della Porta. Stavba tedy trvala 75 let.
Původní stavební plány paláce postupně narůstaly se stále vyšším postavením rodiny Farnese. Vývoj po roce 1534 byl odrazem změny postavení Alessandra Farnese, který se stal papežem Pavlem III. Michelangelo, který stavbu převzal v roce 1546 přepracoval již třetí plán budovy. Navrhl palácovou římsu, centrální balkon a zrevidoval nádvoří.

### Vzhled budovy

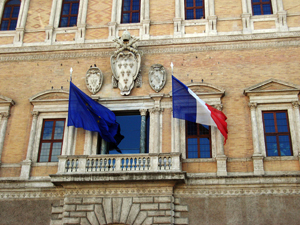
Balkón s papežským znakem

Majestátní třípatrová budova s vnitřním dvorem a zahradami s výhledem na Tiberu dominuje náměstí Piazza Farnese. Mezi architektonické prvky hlavní fasády patří střídavé trojúhelníkové a segmentové štíty, které zakrývají okna piano nobile, dále centrální rustikovaný portál a vyčnívající palácová římsa. Michelangelo v roce 1541 revidoval centrální okno, nad kterým umístil největší znak s papežskou čelenkou, který Řím dosud neviděl. Michelangelo navrhl i design mostu, který by po dokončení 

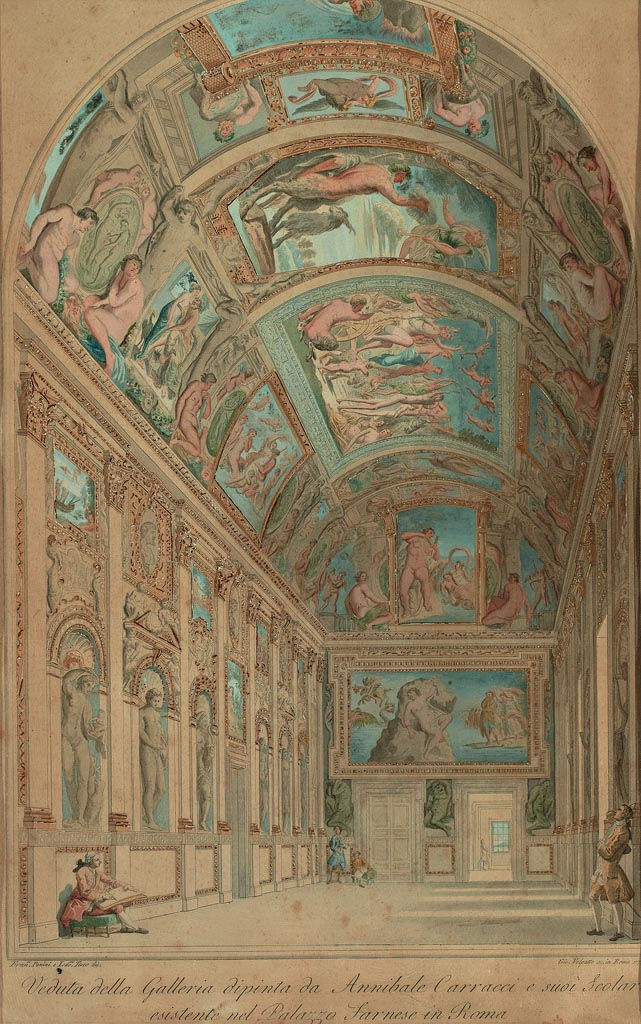
Galerie vyzdobená freskami od Annibale Carracciho

propojil palác se zahradami Vigna Farnese, kterou Alessandro vlastnil na opačném břehu Tibery. Později v roce 1584 Alessandro koupil i přilehlou vilu patřící rodině Chigila a přejmenoval ji na Villa Farnesina. Stavba mostu, která by vše propojila,  se však neuskutečnila.

### Výzdoba interiéru
V interiéru paláce byla mimo jiné umístěna slavná sochařská sbírka rodu Farnese, nyní v Národním archeologickém muzeu v Neapoli, stejně jako další sbírky rodu Farnese, nyní většinou v muzeu Capodimonte v Neapoli.
V budově paláce se nacházejí dvě místnosti, jejichž výzdoba je vrcholnou ukázkou italské renesance konce 16. století. Jedná se o kabinet a galerii, jejichž výzdobu provedl významný boloňský malíř Annibale Carracci se svým bratrem Agostinem pro kardinála Odoardo Farnese. Práce začaly v roce 1595.

#### Obrazy v kabinetu

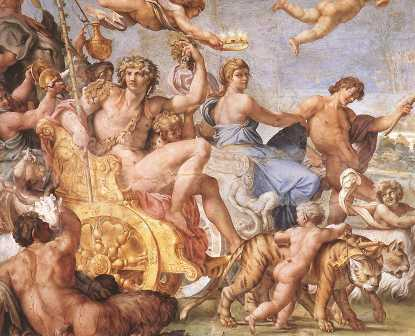
Hlavní freska: Triumf Bakcha a Ariadny a jejich svatební průvod

Annibale Carracci nejprve vyzdobil kabinet dvěma obrazy Triumf ctnosti nad neřestí a Herkules na rozcestí. Mezitím připravoval stovky přípravných náčrtů pro hlavní dílo, fresky na stropě velkého salonu nazývaného galerie. Nechal se inspirovat freskami v Sixtinské kapli od Michelangela Buonarottiho.

#### Fresky v galerii
Galerie je nepříliš velká místnost obdélníkového půdorysu, kde jsou v nikách po obvodu vystavena antická sochařská díla ze sbírky rodiny Farnese. Annibale Carracci měl za úkol zobrazit v galerii válečná vítězství Alessandra Farnese a propojit je s příběhy z antické mytologie na téma lásky bohů. Podařilo se mu velkolepě. V průběhu 17. a 18. století byl strop v Palazzo Farnese považován za bezkonkurenční mistrovské dílo. Malby byly z větší části dokončeny už roku 1602, ale pracovalo se na nich až do roku 1605, kdy byly kardinálem Carraccimu definitivně proplaceny. 
Hlavní obdélníkové pole uprostřed stropu zobrazuje Triumf Bakcha a Ariadny a jejich svatební průvod. V dalších polích jsou mimo jiné namalovány dvojice Venuše s Anchisem, Kyklop a Polyféna, Diana a Endymion, Aurora s Cephalem, Jupiter a jeho žena Juno, Herkules a jeho žena Iola. Nechybí ani homosexuální vztahy, například Ganymedes, který je unášený Jupiterem v podobě orla, Apollon a jeho milenec Hyacint.